# Воткінська ГЕС
Воткінська гідроелектростанція — ГЕС на річці Кама в Пермському краї, в м. Чайковський. Входить до Волзько-Камського каскаду ГЕС.

## Загальні відомості
Будівництво ГЕС почалося в 1955, закінчилося в 1965. Гідроелектростанція побудована за русловою схемою. Склад споруд ГЕС:
- бетонна водозливна гребля довжиною 191 м і висотою 44,5 м;
- земляні намивні греблі загальною довжиною 4770 м і найбільшою висотою 35,5 м;
- судноплавний однокамерний двонитковий шлюз з низовим підхідним каналом і захисною дамбою у верхньому б'єфі;
- будівля ГЕС довжиною 273 м.

Спорудами ГЕС прокладений автомобільний перехід.
Потужність ГЕС — 1020 МВт (спочатку 1000 МВт), проєктне середньорічне вироблення — 2,28 млрд кВт·год (за останні 10 років в середньому 2,6 млрд кВт·год). У будівлі ГЕС встановлено 10 поворотно-лопаткових гідроагрегати, що працюють при розрахунковому напорі 17,5 м: 2 гідроагрегати потужністю по 110 МВт, 8 гідроагрегатів потужністю по 100 МВт. Обладнання ГЕС застаріло і проходить модернізацію. Напірні споруди ГЕС (довжина напірного фронту 5,37 км) утворюють велике Воткінське водосховище площею 1120 км², повною і корисною ємністю 9,4 і 3,7 км ³. При створенні водосховища було затоплено 73,3 тис. га сільгоспугідь, перенесено 6641 будівель.
Воткінська ГЕС спроєктована інститутом «Ленгідропроект».

## Економічне значення
Воткінська ГЕС — один з вузлових системоутворюючих пунктів мережі електропостачання Уральського регіону Росії. ГЕС покриває пікову частину графіка навантаження в Уральській енергосистемі, забезпечує високооперативний резерв при різних порушеннях і відхилення планового режиму, регулює водотік Ками для забезпечення судноплавства та безперебійної роботи водозабірних споруд міст.
Воткінська ГЕС входить до складу ВАТ «РусГидро» на правах філії.
Собівартість 1 кВт·год електроенергії у 2001 році — 4,8 коп.

### Показники діяльності
| 2006    | 2007     | 2008    | 2009                 |
| ------- | -------- | ------- | -------------------- |
| 2 379,1 | 3 176,21 | 2 975,5 | 1 665,9 (I півріччя) |

## Історія будівництва та експлуатації
- 1955 — початок будівництва.
- 23-27 грудня 1961 — введено в роботу перші два гідроагрегати ГЕС.
- 10 травня 1962 — аварія в шлюзі. Загинула 21 осіб.
- 20 грудня 1963 — пущений останній агрегат і гідростанціях досягла проєктної потужності 1000 МВт.
- 9 липня 1966 — Постановою Ради Міністрів СРСР № 516 Воткінська ГЕС прийнята в промислову експлуатацію.
- 1975 — введена АСУ ТП на базі АСОТ М-6000
- 1983 — після модернізації устаткування встановлена потужність ГЕС була збільшена до 1020 МВт.
- 1 листопада 1986 — окупилися витрати на будівництво ГЕС
- Грудень 2007 року — ВАТ «Воткінська ГЕС» ліквідовано через приєднання до ВАТ «ГидроОГК».